# Franco Trincavelli
Franco Trincavelli   (Abbadia Lariana, 7 de juny de 1935 - Abbadia Lariana, 10 de novembre de 1983) fou un remer italià que va competir durant les dècades de 1950 i 1960.
El 1956 va prendre part en els Jocs Olímpics d'Estiu de Melbourne, on guanyà la medalla d'or en la prova del quatre amb timoner del programa de rem. Formà equip amb Alberto Winkler, Romano Sgheiz, Angelo Vanzin i Ivo Stefanoni. Quatre anys més tard, als Jocs de Roma, guanyà la medalla de bronze en la mateixa prova, aquesta vegada formant equip amb Fulvio Balatti, Romano Sgheiz, Giovanni Zucchi i Ivo Stefanoni.
En el seu palmarès també destaquen dues medalles al Campionat d'Europa de rem, una d'or el 1957, i una de bronze el 1956; i nou campionats nacionals.